# Invicta

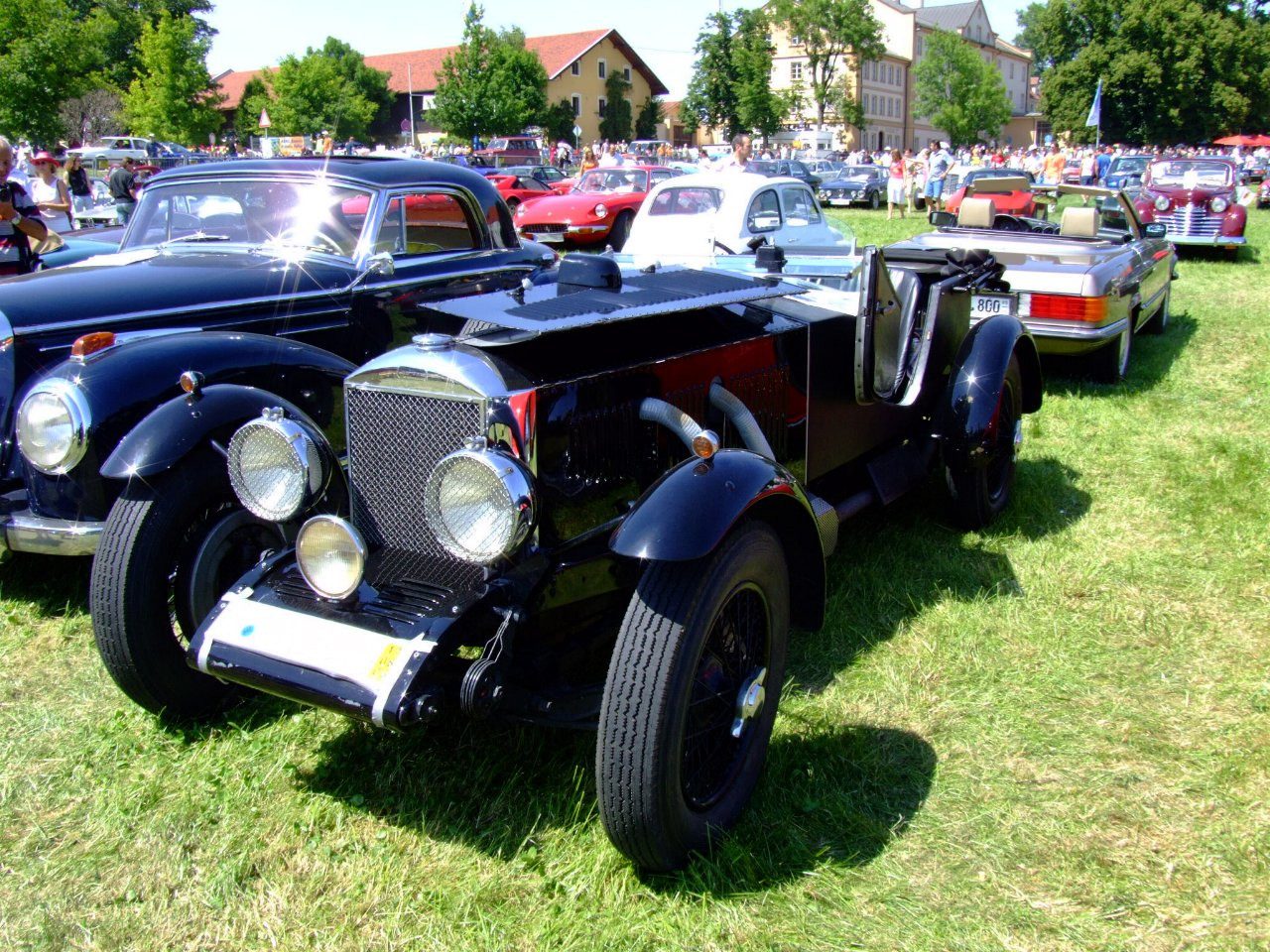
1930 Invicta Type A

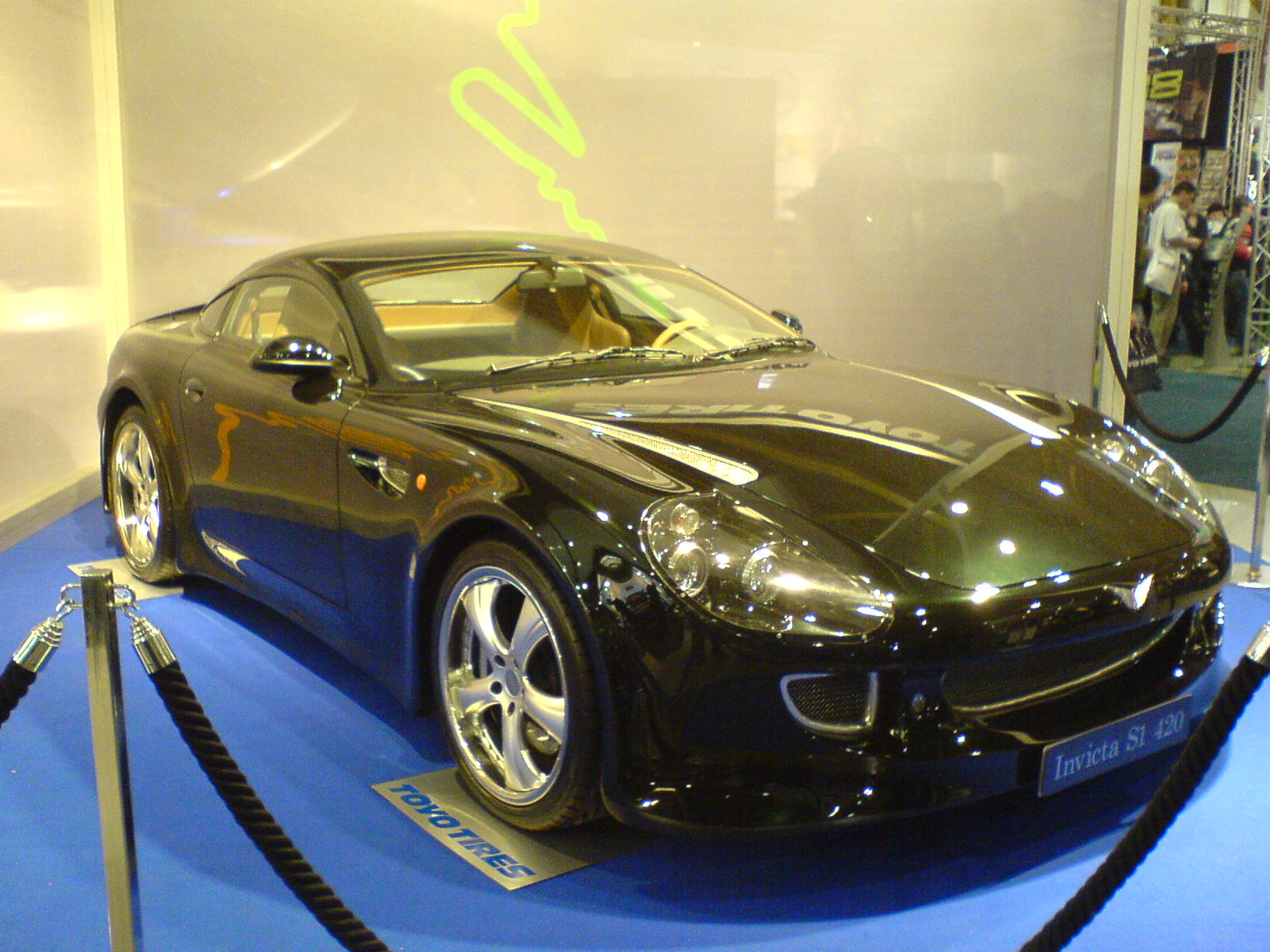
Invicta S1

Invicta – brytyjska firma motoryzacyjna założona na początku lat 20. przez Noela Macklina oraz Olivera Lyle'a. Początkowo produkcja pojazdów odbywała się w garażu Macklina w Cobham. Pierwszy samochód powstał w roku 1925. Firma działa do dziś, przez cały okres jej działalności miało miejsce kilka przerw w produkcji. Najnowszym modelem Invicty jest S1 produkowana od 2003.

## Produkowane modele
- 1925-1926 2.5 l
- 1926-1929 3 l
- 1928-1934 4.5 l
- 1931-1935 4.5 l S-Type
- 1932-1933 12/45
- 1932-1933 12/90
- 1937-1938 2.5 l
- 1946-1950 Black Prince
- 2004- S1